# Непознати
„Непознати” је југословенски ТВ филм из 1960. године. Режирао га је Марио Фанели а сценарио је написао Крешо Новосел

## Улоге
| Глумац              | Улога |
| ------------------- | ----- |
| Мато Ерговић        |       |
| Јован Личина        |       |
| Јосип Мароти        |       |
| Божидар Смиљанић    |       |
| Дарко Смиљанић      |       |
| Вјера Жагар Нардели |       |